# Татарка (притока Калалија)
Татарка (рус. Татарка) малена је река на југозападу Руске Федерације. Протиче северозападним делом Савропољске покрајине (Новоалександровски рејон) и североистоком Белоглинског рејона Краснодарксе покрајине. Лева је притока реке Калали у коју се улива на њеном 15. километру, и део басена реке Дон и Азовског мора. 
Укупна дужина њеног тока је 31 km, а површина басена 169 km². 